# Koukpa
Koukpa (ou Nkoukpa) est un village du Cameroun situé dans le département du Noun et la Région de l'Ouest, sur la rive gauche du Noun. Il fait partie de l'arrondissement de Foumbot.

## Population
En 1966, la localité comptait 211 habitants, principalement Bamiléké et Bamoun. Lors du recensement de 2005, on y a dénombré 468 personnes.

## Infrastructures
Koukpa dispose d'une école protestante.